# Josef Peterka
Josef Peterka (* 6. März 1944 in Oříkov) ist tschechischer Schriftsteller und Literaturtheoretiker.

## Leben
Nach dem Abitur im Jahre 1962 studierte er Philosophie und Bohemistik an der Karls-Universität Prag. 1968 promovierte Peterka zum PhDr. und begann im gleichen Jahr als Lehrer auf dem Gymnasium. 1972 nahm er eine Stelle als wissenschaftlicher Mitarbeiter an der Tschechoslowakischen Akademie der Wissenschaften an. Seine Schwerpunkte waren Literatur in Tschechien und der Welt. 1981 wählte man ihn zum Sekretär des Tschechoslowakischen Schriftstellerverbands. Seit der Auflösung des Verbandes 1990 hält er Vorlesungen an der Pädagogischen Fakultät in Prag.

## Werke
Neben Gedichten, beeinflusst durch Werke von Vladimír Holan, veröffentlichte er zahlreiche theoretische Literaturabhandlungen, fast ausschließlich im Sinne des Sozialismus und des Regimes. Er gehörte damit zu den sogenannten marxistischen Literaturtheoretikern. Daneben war er auch als Übersetzer aus der russischen Sprache tätig.
Siehe auch: Liste tschechischer Schriftsteller